# Emile Riadis
Emile Riadis (en grec moderne : Αιμίλιος Ριάδης), pseudonyme d'Emilios Khu, né à Thessalonique le 1er mars 1880 (13 mars 1880, calendrier Julien), selon les musicologues Fivos Anoyanakis et Giórgos Leotsákos, et mort le 17 juillet 1935 à Thessalonique, est un compositeur grec.

## Formation
Emile Riadis, pianiste de formation, a commencé ses études musicales à Thessalonique auprès de Dimitri Lallas, disciple macédonien de Richard Wagner, et a commencé à se faire connaître dans sa ville natale comme poète en publiant sous le pseudonyme d'Emilios Eleftheriadis.
Après la révolution des Jeunes-Turcs (1908), Emile Riadis vint poursuivre ses études musicales au Conservatoire Royal de Munich (1908-1910) auprès de Felix Mottl, Anton Beer-Walbrunn, Mayer Gschrey, Becht et Stich.

## Carrière
Émile Riadis s'est ensuite rendu à Paris, où il a été fortement influencé par Maurice Ravel, auquel il dédiera plus tard une pièce pour piano en trois mouvements, Hommage à Ravel, que Dimitri Mitropoulos exécuta en première audition à Athènes le 4 février 1925. Lors de son séjour en France, qui prit fin en 1915 à cause de la Première Guerre mondiale, le compositeur commença à faire connaître ses mélodies pour voix et piano aux concerts.
De retour en Grèce, dans sa ville natale, il fut nommé professeur de piano au Conservatoire National de Thessalonique, dont il fut vice-directeur. Émile Riadis alliait ses fonctions pédagogiques et administratives à la composition. Cependant, mort prématurément de maladie, ses œuvres pour orchestre sont restées inédites pour la plupart, de sorte qu'Émile Riadis est surtout connu en tant que mélodiste.
Il est l'un des membres fondateurs de l'Union des Compositeurs Grecs (1931).
Il fut décoré de la Grande Médaille de Grèce des Lettres et des Arts, décernée par l'État grec (1923).